# Pilochelifer insularis
Pilochelifer insularis är en spindeldjursart som beskrevs av Beier 1935. Pilochelifer insularis ingår i släktet Pilochelifer och familjen tvåögonklokrypare.

## Underarter
Arten delas in i följande underarter:
- P. i. gracilior
- P. i. insularis